# Swedish Dicks
Swedish Dicks är en svensk-amerikansk webb-TV-serie skapad av Glenn Lund, Peter Stormare, Peter Settman och Andrew Lowery. I serien följer man de två svenska privatdeckarna Ingmar Andersson (Peter Stormare) och Axel Kruse (Johan Glans) i Los Angeles. Serien hade premiär 2 september 2016 på Viaplay. I Sverige har programmet sänts på TV3 och i USA sänder[Sänder eller sände?] Lionsgate TV programmet.

## Handling
Ingmar Andersson är en före detta stuntman och numera privatdetektiv i  Los Angeles. Han träffar DJn Axel Kruse som avslutar sin karriär som DJ och blir en av medlemmarna i detektivbyrån, "Swedish Dicks". Tillsammans löser de brott och möter ofta deras största konkurrent, Jane McKinney (spelad av Traci Lords). Axel försöker ta reda på varför Ingmar lämnade livet som stuntman.

## Produktion
Peter Stormare kom på idén 2014 och började skriva ett manus till ett avsnitt på en timme. Efter att han visat manuset för Peter Settman, så föreslog  Peter att det skulle bli en tv-serie istället. I november 2015 bekräftades det att serien skulle spelas in med Peter Stormare och Johan Glans. Senare i mars 2016 bekräftades att Keanu Reeves och Traci Lords också medverkar. En andra säsong bekräftades i oktober 2016.

## Rollista
- Peter Stormare som Ingmar Andersson
- Johan Glans som Axel Kruse
- Vivian Bang som Sun
- Felisha Cooper som Sarah Andersson
- Keanu Reeves som  Tex Johnson
- Traci Lords som Jane McKinney

## Mottagning
Karolina Fjellborg från Aftonbladet anser att serien är bättre än hon trodde. Pål Nisja Wilhelmsen från SIDE3 anser att första avsnittet var svagt men att de två huvudrollsfigurerna har en bra kemi tillsammans. Roger Wilson från Sveriges Radio anser att serien är en av de märkligaste svenska tv-produktionerna och att serien räddas av Traci Lords.